# 湘潭科技职业学院
湘潭科技职业学院，位于湖南省湘潭市雨湖区文化街45号，为湖南省一所高等院校，分为雨湖校区和姜畲校区两个校区。

## 历史
1959年，湘潭教育学院建立。

## 荣誉
湘潭科技职业学院先后被选为“湘潭市教师培训中心”，“全国教师培训特色示范学校”，“全国教师教育网络联盟学习与资源中心”，“湖南省农村小学英语计算机骨干教师培训学校”，“湘潭市中小学教师和教育行政管理干部培训基地”等荣誉称号。